# Голдстоун (обсерватория)
Комплекс дальней космической связи Голдстоун (англ. Goldstone Deep Space Communications Complex — GDSCC), обычно называемый обсерваторией Голдстоун — антенная система NASA в пустыне Мохаве в южной Калифорнии, США, в 60 км к северу от Барстоу.
В конкурсе на разработку и постройку антенны участвовали попарно (по принципу один отвечает за электронику, другой за конструкции и сооружение объекта) четыре группы компаний: 1) Radio Corporation of America — Blaw-Knox, 2) Dalmo Victor — Consolidated Western Steel, 3) Sperry Rand — Perkin-Elmer — Burns & Roe, 4) Rohr Aircraft — Minneapolis-Honeywell.
Обсерватория имеет один из крупнейших в мире радиотелескопов. Кроме выполнения обычных радиоастрономических задач, связанных с пассивным наблюдением собственного излучения небесных тел, комплекс включает в себя мощные передатчики, которые позволяют проводить активные космические эксперименты, связанные с излучением в сторону исследуемых объектов мощных электромагнитных потоков с последующим анализом принятых сигналов. В мире всего три таких мощных радара: один — в Голдстоуне, один — в России (радар типа РТ-70 в Восточном центре дальней космической связи) и один в Украине (радар типа РТ-70 в Центре дальней космической связи под Евпаторией).
В списке обсерваторий Центра малых планет за обсерваторией закреплены три кода: 252, 253 и 257. Антенна обсерватории является частью сети дальней космической связи НАСА — глобальной сети радиоантенн, которая используется Лабораторией реактивного движения НАСА для управления космическими аппаратами, а также для радио- и радиолокационных исследований.
Антенна в Голдстоуне, диаметром 64 метра, была построена в 1966 году, став самой мощной системой дальней космической связи. В конце 1980-х годов диаметр антенны был увеличен с 64 до 70 метров, чтобы обеспечить лучший приём данных от «Вояджера-2» при прохождении им вблизи планеты Нептун.